# Сорокопуд-білоголов східний
Сорокопу́д-білоголо́в схі́дний (Eurocephalus ruppelli) — вид горобцеподібних птахів родини сорокопудових (Laniidae).

## Назва
Вид названо на честь німецького натураліста Едуарда Рюпеля (1794—1884).

## Поширення
Вид поширений в Східній Африці (Сомалі, Кенія, Танзанія, Уганда, Ефіопія, південь Південного Судану). Мешкає у чагарникових напівпустелях та акацієвих відкритих лісах.

## Опис
Птах середнього розміру, 19—23 см завдовжки і вагою 42—58 г. Це птахи з масивною і стрункою статурою, великою квадратною та подовженою головою, міцним гачкуватим дзьобом, округлими крилами, короткими і міцними ногами і квадратним хвостом. Лоб і маківка голови, горло, вуса, груди, черево, підхвістя й круп білого кольору. Задня частина шиї, спина, плечі, оперена частина ніг, крила і хвіст мають сірувато-коричневий колір. З боків дзьоба починається тонка чорна смужка, яка продовжується до вух, утворюючи маску. Дзьоб та ноги чорного кольору, а очі темно-карі.

## Спосіб життя
Трапляється парами або сімейними групами. Активні вдень. Живляться комахами. Сезон розмноження триває з січня по кінець травня. Гнізда прості й чашоподібні, розташовані між гілок дерева або колючого куща. У кладці 2—4 яйця бузкового кольору з коричневими прожилками.